# Hepatostolonophora paucistipula
Hepatostolonophora paucistipula là một loài rêu tản trong họ Geocalycaceae. Loài này được (Rodway) J.J. Engel miêu tả khoa học lần đầu tiên năm 1979.